# Petrusstormfloderna 1651
Petrusstormfloderna (tyska: Petriflut) var två stormfloder som drabbade Nordsjökusten i Tyskland och Nederländerna år 1651. 
Den första stormfloden, den 22 februari, drabbade framför allt de tyska delarna av kusten längs Tyska bukten. Uppemot 15 000 personer dog i denna naturkatastrof som dessutom ledde till stora landförluster. I exempelvis Ostfriesland delades öarna Juist och Langeoog i två öar.
Den andra stormfloden, den 4-5 mars, drabbade framför allt områdena kring Zuiderzee och staden Amsterdam som översvämmades.